# 미나미야마시로촌
미나미야마시로촌(일본어: 南山城村)은 일본 교토부 남동부에 있는 촌이다. 남쪽은 나라현, 북쪽은 시가현, 동쪽은 미에현과 접하고 있다. 교토부의 유일한 촌이다.

## 인접한 지자체
- 교토부 소라쿠군 가사기정, 와즈카정
- 미에현 이가시
- 나라현 나라시
- 시가현 고카시

## 교통

### 철도
- 서일본 여객철도 간사이 본선
  - (← 이가시 시마가하라역) - 쓰키가세구치역 - 오카와라역 - (가사기정 가사기역 →)

### 도로
- 국도 제163호선 (일본)(일본어판)